# Тумово
Тумово — деревня в Коськовском сельском поселении Тихвинского района Ленинградской области.

## История
Деревня Тумова упоминается на «Специальной карте западной части России» Ф. Ф. Шуберта 1844 года.

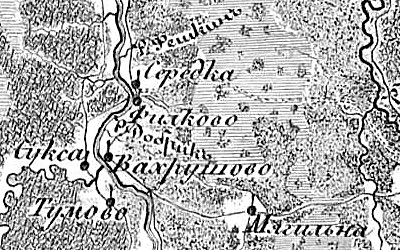
Деревня Тумово на семитопографической карте 1847 года

ТУМОВО — деревня Саньковского общества, прихода Шиженского погоста. Река Паша. 

Крестьянских дворов — 6. Строений — 13, в том числе жилых — 10.

Число жителей по семейным спискам 1879 г.: 21 м. п., 19 ж. п.; по приходским сведениям 1879 г.: 21 м. п., 18 ж. п.

В конце XIX — начале XX века деревня административно относилась к Саньковской волости 1-го земского участка 2-го стана Тихвинского уезда Новгородской губернии.

ТУМОВО — деревня Саньковского общества, дворов — 6, жилых домов — 6, число жителей: 16 м. п., 20 ж. п. 

Занятия жителей — земледелие, лесные заработки. Река Паша. (1910 год)

Согласно карте Ленинградской области Северо-западного аэрогеодезического треста ГГУ издания 1932 года деревня насчитывала 7 крестьянских дворов.
По данным 1933 года деревня Тумово входила в состав Пашского сельсовета.
По данным 1966 и 1973 годов деревня Тумово входила в состав и являлась административным центром Пашского сельсовета.
По данным 1990 года деревня Тумово входила в состав Шиженского сельсовета.
В 1997 году в деревне Тумово Шиженской волости проживали 2 человека, в 2002 году — 8 человек (русские — 87 %).
В 2007 году в деревне Тумово Коськовского СП проживали 9 человек, в 2010 году — 3.

## География
Деревня расположена в северо-западной части района на автодороге 41К-021 (Паша — Часовенское — Кайвакса).
Расстояние до административного центра поселения — 3 км. Расстояние до районного центра — 55 км.
Расстояние до ближайшей железнодорожной станции Тихвин — 51 км.
Деревня находится на левом берегу реки Паша.

## Демография
| 2007 | 2010 | 2017 |
| ---- | ---- | ---- |
| 9    | ↘3   | ↗7   |

### Национальный состав
Согласно данным Всероссийской переписи населения 2021 года в деревне проживали 6 человек, все русские.